# Prapretno (gmina Radeče)
Prapretno – wieś w Słowenii, w gminie Radeče. W 2018 roku liczyła 73 mieszkańców.